# 国境のエミーリャ
『国境のエミーリャ』は、TWEEDEESの2枚目のミニアルバム。2021年12月10日に日本コロムビアから配信リリースされた。

## 収録曲
1. 愛のテーマ～東トウキョウのテーマ [2:42]
作曲：沖井礼二
2. 二気筒の相棒 [3:47]
作曲：沖井礼二
3. 十月革命駅のテーマ [1:17]
作曲：沖井礼二
4. ウラゾフ警部のテーマ [2:14]
作曲：沖井礼二
5. 美しい歌はいつも悲しい ver.2021 [4:41](DELICIOUS.に収録されている楽曲の2021年バージョン。)
作詞・作曲：沖井礼二
6. 境界線上に吹く風 [4:17]
作詞・作曲：沖井礼二
7. 愛しい人はいつも遠い [1:01]
作曲：沖井礼二